# 쿠틉 알시타

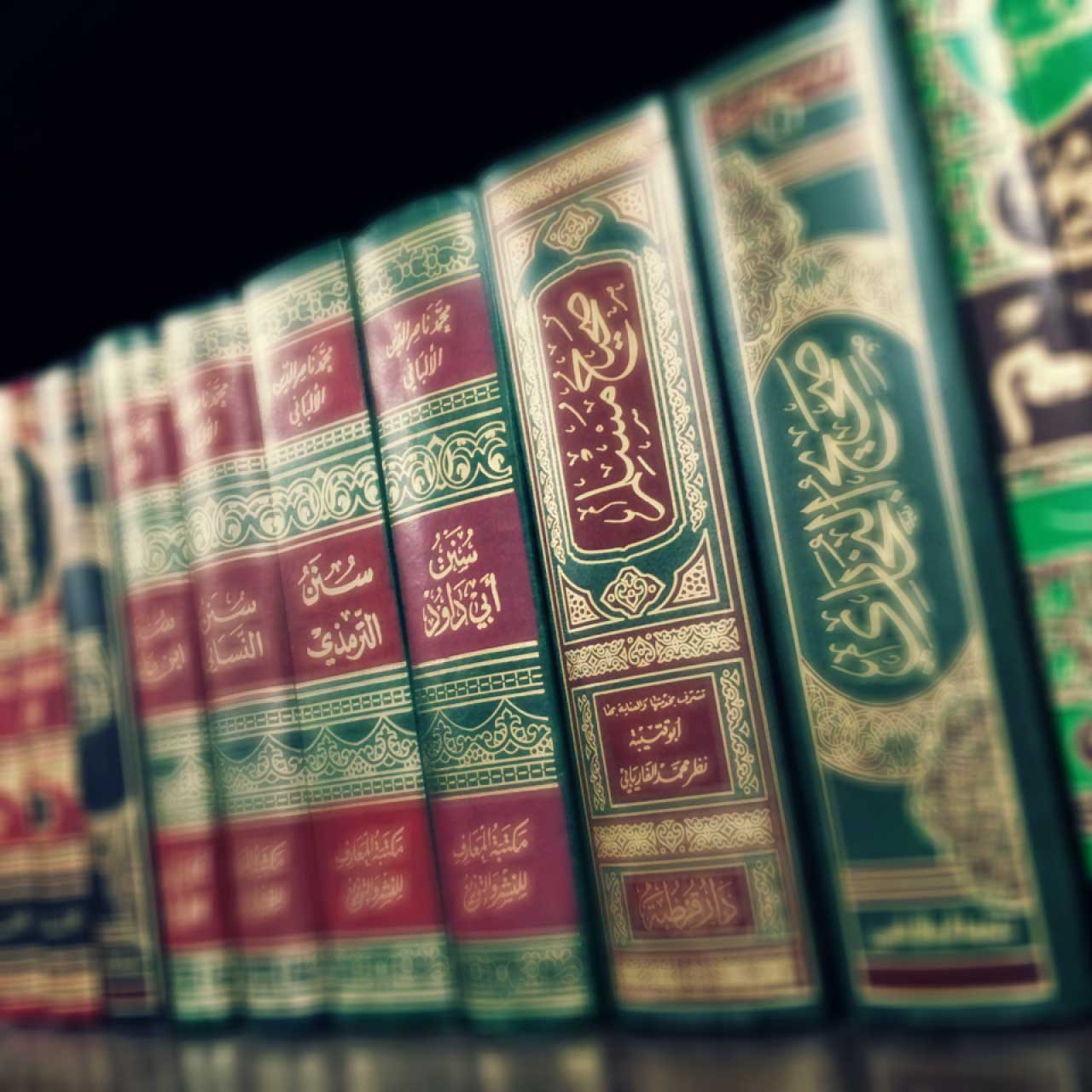

쿠틉 알시타(아랍어:ٱلْكُتُب ٱلسِّتَّة, 로마자: al-Kutub as-Sitta, '6권')는 수니파 이슬람 학자들의 하디스(이슬람 선지자 무함마드의 말이나 행동) 모음집을 수록한 6권(원래 5권)이다. 그것들은 때때로 "진정한 여섯"으로 번역되는 알-시하 알-시타라고 불린다. 이들은 11세기에 이븐 알 카이사라니에 의해 공식적으로 분류되고 정의되었는데, 이들은 수난 이븐 마자를 목록에 추가했다. 그 이후 그들은 수니파 이슬람의 공식 성문의 일부로 거의 보편적인 수용을 누렸다.
이븐 마자의 추가에 대해 모든 수니파 이슬람 학자들이 동의하는 것은 아니다. 특히 말리키파와 이븐 알 아티르는 알 마왓타를 여섯 번째 책으로 여긴다. The reason for the addition of Ibn Majah's Sunan is that it contains many Hadiths which do not figure in the other five, whereas all the Hadiths in the Muwatta' figure in the other Sahih books.
이븐 마자의 수난(Sunan)을 추가한 이유는 나머지 5권에서는 알 수 없는 하디스가 많이 수록되어 있는 반면, 무와타에 있는 하디스는 다른 사히 서적에서는 모두 알 수 없기 때문이다. The reason for the addition of Ibn Majah's Sunan is that it contains many Hadiths which do not figure in the other five, whereas all the Hadiths in the Muwatta' figure in the other Sahih books.